# Воскресенское сельское поселение (Омская область)
Воскресенское се́льское поселе́ние — муниципальное образование в Калачинском районе Омской области Российской Федерации.
Административный центр — село Воскресенка.

## История
Статус и границы сельского поселения установлены Законом Омской области от 30 июля 2004 года № 548-ОЗ «О границах и статусе муниципальных образований Омской области».

## Население
| 2010  | 2011  | 2012  | 2013  | 2014  | 2015  | 2016  |
| ----- | ----- | ----- | ----- | ----- | ----- | ----- |
| 2932  | ↘2924 | ↘2903 | ↘2888 | ↘2862 | ↗2894 | ↘2830 |
| 2017  | 2018  | 2019  | 2020  | 2021  | 2023  |       |
| ↘2822 | ↘2788 | ↘2721 | ↘2688 | ↘2524 | ↘2463 |       |

## Состав сельского поселения
| № | Населённый пункт | Тип населённого пункта       | Население |
| - | ---------------- | ---------------------------- | --------- |
| 1 | Воскресенка      | село, административный центр | ↗2047     |
| 2 | Ермак            | деревня                      | ↘8        |
| 3 | Кибер-Спасское   | деревня                      | ↘123      |
| 4 | Куликово         | деревня                      | ↘225      |
| 5 | Стародубка       | деревня                      | ↘529      |